# Lets kampioenschap wielrennen op de weg
Het Lets kampioenschap wielrennen op de weg is in de vier onderdelen wegwedstrijd en individuele tijdrit bij zowel de mannen als de vrouwen een jaarlijkse georganiseerde wielerwedstrijd waarin om de nationale titel van Letland wordt gestreden. De kampioen mag een jaar lang rijden in een trui met de vlag van Letland in de categorie waarin de trui is behaald.
De wegwedstrijd en de individuele tijdrit voor mannen werden voor het eerst georganiseerd in 1997.

## Mannen

### Wegwedstrijd
| Jaar | Goud                | Zilver              | Brons                  |
| ---- | ------------------- | ------------------- | ---------------------- |
| 1997 | Juris Silovs        | Egons Rozenfelds    | Armands Baranovskis    |
| 1998 | Juris Silovs        | Arvis Piziks        | Romāns Vainšteins      |
| 1999 | Romāns Vainšteins   | Juris Silovs        | Raivis Belohvoščiks    |
| 2000 | Arvis Piziks        | Raivis Belohvoščiks | Andris Naudužs         |
| 2001 | Andris Reiss        | Juris Silovs        | Raivis Belohvoščiks    |
| 2002 | Raivis Belohvoščiks | Arvis Piziks        | Armands Baranovskis    |
| 2003 | Andris Naudužs      | Mārtiņš Poļakovs    | Oļegs Meļehs           |
| 2004 | Oļegs Meļehs        | Normunds Lasis      | Aleksejs Saramotins    |
| 2005 | Aleksejs Saramotins | Normunds Lasis      | Daniels Ernestovskis   |
| 2006 | Aleksejs Saramotins | Oļegs Meļehs        | Daniels Ernestovskis   |
| 2007 | Aleksejs Saramotins | Oļegs Meļehs        | Herberts Pudāns        |
| 2008 | Normunds Lasis      | Kalvis Eisaks       | Herberts Pudāns        |
| 2009 | Oļegs Meļehs        | Aleksejs Saramotins | Normunds Zviedris      |
| 2010 | Aleksejs Saramotins | Gatis Smukulis      | Indulis Bekmanis       |
| 2011 | Mārtiņš Trautmanis  | Aleksejs Saramotins | Kristofers Rācenājs    |
| 2012 | Aleksejs Saramotins | Andžs Flaksis       | Indulis Bekmanis       |
| 2013 | Aleksejs Saramotins | Gatis Smukulis      | Toms Skujiņš           |
| 2014 | Andris Vosekalns    | Aleksejs Saramotins | Gatis Smukulis         |
| 2015 | Aleksejs Saramotins | Krists Neilands     | Andris Smirnovs        |
| 2016 | Gatis Smukulis      | Viesturs Lukševics  | Toms Skujiņš           |
| 2017 | Krists Neilands     | Kaspars Serģis      | Viesturs Lukševics     |
| 2018 | Krists Neilands     | Aleksejs Saramotins | Andžs Flaksis          |
| 2019 | Toms Skujiņš        | Aleksejs Saramotins | Andžs Flaksis          |
| 2020 | Viesturs Lukševics  | Pauls Rubenis       | Māris Bogdanovičs      |
| 2021 | Toms Skujiņš        | Andžs Flaksis       | Māris Bogdanovičs      |
| 2022 | Emīls Liepiņš       | Andžs Flaksis       | Pauls Rubenis          |
| 2023 | Emīls Liepiņš       | Krists Neilands     | Toms Skujiņš           |
| 2024 | Emīls Liepiņš       | Māris Bogdanovičs   | Kārlis Klismets        |
| 2025 | Toms Skujiņš        | Krists Neilands     | Kristiāns Belohvoščiks |

### Tijdrit
| Jaar | Goud                | Zilver              | Brons                  |
| ---- | ------------------- | ------------------- | ---------------------- |
| 1997 | Dainis Ozols        | Egons Rozenfelds    | Arvis Piziks           |
| 1998 | Dainis Ozols        | Juris Silovs        | Arvis Piziks           |
| 1999 | Dainis Ozols        | Andris Špehts       | Arvis Piziks           |
| 2000 | Raivis Belohvoščiks | Dainis Ozols        | Andris Špehts          |
| 2001 | Raivis Belohvoščiks | Arvis Piziks        | Dzintars Ozoliņš       |
| 2002 | Raivis Belohvoščiks | Arvis Piziks        | Romāns Vainšteins      |
| 2003 | Raivis Belohvoščiks | Andris Naudužs      | Aldis Āboliņš          |
| 2004 | Oļegs Meļehs        | Kalvis Eisaks       | Aldis Āboliņš          |
| 2005 | Raivis Belohvoščiks | Oļegs Meļehs        | Artūrs Ansons          |
| 2006 | Raivis Belohvoščiks | Oļegs Meļehs        | Vitālijs Korņilovs     |
| 2007 | Raivis Belohvoščiks | Oļegs Meļehs        | Aleksejs Saramotins    |
| 2008 | Raivis Belohvoščiks | Oļegs Meļehs        | Vitālijs Korņilovs     |
| 2009 | Raivis Belohvoščiks | Aleksejs Saramotins | Gatis Smukulis         |
| 2010 | Raivis Belohvoščiks | Aleksejs Saramotins | Gatis Smukulis         |
| 2011 | Gatis Smukulis      | Aleksejs Saramotins | Vitālijs Korņilovs     |
| 2012 | Gatis Smukulis      | Aleksejs Saramotins | Indulis Bekmanis       |
| 2013 | Gatis Smukulis      | Aleksejs Saramotins | Ervīns Smoļins         |
| 2014 | Gatis Smukulis      | Aleksejs Saramotins | Andžs Flaksis          |
| 2015 | Gatis Smukulis      | Aleksejs Saramotins | Ervīns Smoļins         |
| 2016 | Gatis Smukulis      | Aleksejs Saramotins | Toms Skujiņš           |
| 2017 | Aleksejs Saramotins | Toms Skujiņš        | Krists Neilands        |
| 2018 | Toms Skujiņš        | Gatis Smukulis      | Aleksejs Saramotins    |
| 2019 | Krists Neilands     | Aleksejs Saramotins | Eriks Toms Gavars      |
| 2020 | Andris Vosekalns    | Māris Bogdanovičs   | Vitalijs Kornilovs     |
| 2021 | Toms Skujiņš        | Emīls Liepiņš       | Andris Vosekalns       |
| 2022 | Toms Skujiņš        | Krists Neilands     | Emīls Liepiņš          |
| 2023 | Toms Skujiņš        | Krists Neilands     | Emīls Liepiņš          |
| 2024 | Alekss Krasts       | Emīls Liepiņš       | Kristers Ansons        |
| 2025 | Toms Skujiņš        | Krists Neilands     | Kristiāns Belohvoščiks |

## Vrouwen

### Wegwedstrijd
| Jaar | Goud                | Zilver             | Brons                |
| ---- | ------------------- | ------------------ | -------------------- |
| 2015 | Lija Laizāne        | Dana Rožlapa       | Katrina Jaunslaviete |
| 2016 | Lija Laizāne        | -                  | -                    |
| 2017 | Lija Laizāne        | Viktorija Sipoviča | Madara Fūrmane       |
| 2018 | Lija Laizāne        | Viktorija Sipoviča | Elīna Ķiršakmene     |
| 2019 | Lija Laizāne        | Dana Rožlapa       | -                    |
|      |                     |                    |                      |
| 2021 | Lina Savrinska      | Dana Rožlapa       | Lija Laizāne         |
| 2022 | Anastasia Carbonari | Dana Rožlapa       | Lija Laizāne         |
| 2023 | Anastasia Carbonari | Dana Rožlapa       | Lija Laizāne         |
| 2024 | Anastasia Carbonari | Kitija Siltumēna   | Laura Belohvoščika   |
| 2025 | Dana Rožlapa        | Kitija Siltumēna   | Anastasia Carbonari  |

### Tijdrit
| Jaar | Goud             | Zilver             | Brons                  |
| ---- | ---------------- | ------------------ | ---------------------- |
| 2009 | Ivanda Eiduka    | Jeļena Dovgaļuka   | Anda Savlenko          |
| 2010 | Jeļena Dovgaļuka | Anda Savlenko      | Lija Laizāne           |
| 2011 | Jeļena Dovgaļuka | Vita Heine         | Madara Fūrmane         |
| 2012 | Dana Rožlapa     | Lija Laizāne       | Lelde Ardava           |
| 2013 | Dana Rožlapa     | Vita Heine         | Jeļena Dovgaļuka       |
| 2014 | Dana Rožlapa     | Vita Heine         | Lija Laizāne           |
| 2015 | Lija Laizāne     | Madara Fūrmane     | -                      |
| 2016 | Lija Laizāne     | Endija Rutule      | -                      |
| 2017 | Lija Laizāne     | Lelde Ardave       | Viktorija Sipoviča     |
| 2018 | Lija Laizāne     | Viktorija Sipoviča | Helēna Ērgle           |
| 2019 | Dana Rožlapa     | Lija Laizāne       | Daniela Leitane        |
| 2020 | Dana Rožlapa     | Madara Aboma       | Agnese Patricija Ozola |
| 2021 | Dana Rožlapa     | Lija Laizāne       | Lina Svarinska         |
| 2022 | Dana Rožlapa     | Lija Laizāne       | Anastasia Carbonari    |
| 2023 | Dana Rožlapa     | Lija Laizāne       | Kitija Siltumena       |
| 2024 | Kitija Siltumēna | Krista Pūcīte      | Madara Āboma           |
| 2025 | Dana Rožlapa     | Kitija Siltumēna   | Madara Āboma           |